# Union Nationale
Union Nationale – partia polityczna działająca w latach 1934–1989 w prowincji Quebec w Kanadzie. Partia reprezentowała ideologię konserwatywną o wyraźnym, nacjonalistycznym zabarwieniu.

## Historia
Początki partii sięgają roku 1934, gdy część nacjonalistycznie nastawionych polityków liberalnych z Quebecu dokonała secesji z Liberalnej Partii Quebecu. Nowo powstałe ugrupowanie przyjęło nazwę Action libérale nationale, lecz już w 1936 łącząc się z Partią Konserwatywną Quebecu. Przewodniczącym nowej partii został dotychczasowy lider konserwatystów, Maurice Duplessis, który poprowadził partię do wyborczego zwycięstwa w 1936. Partia zdołała utrzymać władzę w okresach 1936–1939, 1944–1960 i 1966–1970. Po śmierci Duplessis władzę przejął Daniel Johnson.
Partia reprezentowała ideologię konserwatywną i była blisko związana z Kościołem katolickim. Za jej kadencji uchwalono tzw. Prawo kłódkowe –Padlock Law, które zezwalało na pozasądowe zajmowanie posesji, w których produkowano, przechowywano lub rozpowszechniano komunistyczną propagandę. Prawo to stosowane było z dużą dowolnością i uderzyło przede wszystkim w socjalistów, liberałów, związki zawodowe oraz w niektóre związki wyznaniowe takie jak Świadkowie Jehowy. Prawo to zostało uchylone w 1957 przez Sąd Najwyższy Kanady jako niekonstytucyjne.
Union Nationale zaczęła tracić popularność w końcu lat sześćdziesiątych wraz z rozwojem bardziej agresywnego nacjonalizmu frankofońskiego w Quebecu. Z wolna tracąc wpływy i popularność przestała istnieć w 1989.
Zobacz też: cicha rewolucja.

## Liderzy
- Maurice Duplessis (1935–1959) (premier 1936–1939, 1944–1959)
- Paul Sauvé (1959–1960) (premier 1959–1960)
- Antonio Barrette (1960) (premier 1960)
- Yves Prevost (1960–1961)
- Antonio Talbot (1961)
- Daniel Johnson (1961–1968) (premier 1966–1968)
- Jean-Jacques Bertrand (1968–1971) (premier 1968–1970)
- Gabriel Loubier (1971–1973)
- Yvon Dupuis (1973–1976)
- Maurice Bellemare (1974–1976)
- Rodrigue Biron (1976–1980)
- Michel Lemoignan (1980–1981)
- Roch LaSalle (1981)
- Jean-Marc Béliveau (1981–1986)
- Paul Poulin (1986–1987)
- Michel Lebrun (1987–1989)